# Sabanejewia kubanica
Sabanejewia kubanica és una espècie de peix de la família dels cobítids i de l'ordre dels cipriniformes que es troba a Rússia.